# Кондратьево (Пермский край)
Кондратьево — упразднённая деревня в Чердынском городском округе Пермского края России.

## География
Урочище находится в северной части края, в районе среднетаёжных пихтово-еловых лесов, на правом берегу реки Вишеры, на расстоянии приблизительно 47 километров (по прямой) к юго-юго-западу от города Чердынь. Абсолютная высота — 163 метра над уровнем моря.

### Климат
Климат характеризуется как умеренно континентальный, с продолжительной холодной зимой и умеренно тёплым коротким летом. Средняя многолетняя температура самого холодного месяца (января) составляет −16,4°С (абсолютный минимум — −46 °С), температура самого тёплого (июля) — +16,8°С (абсолютный максимум — 36 °С). Среднегодовое количество осадков — 605 мм. При этом большинство (две трети от общего количества) осадков выпадает в тёплый период (с апреля по октябрь). Продолжительность безморозного периода составляет 109 дней.

## История
В 1908 году в деревне Кондратьева Слобода, относящейся к Кондратьевскому обществу Пянтежской волости Чердынского уезда, имелось 28 дворов и проживало 199 человек (100 мужчин и 99 женщин). В этноконфессиональном составе населения того периода преобладали русские православного вероисповедания. Функционировала школа.
По данным переписи 1926 года имелось 45 хозяйств и проживало 213 человек (96 мужчин и 117 женщин), русских по национальности. В административном отношении входила в состав Фроловского сельсовета Чердынского района Верхне-Камского округа Уральской области.
В 1963 году числилась как населённый пункт Шакшерского сельсовета, проживало 64 человека. В 1981 году население составляло 17 человек.